# Ophiocordyceps unilateralis
Espèce
Synonymes
- Torrubia unilateralis Tul. & C. Tul., Select. fung. carpol. (Paris) 3: 18 (1865)
- Cordyceps unilateralis (Tul. & C. Tul.) Sacc., Syll. fung. (Abellini) 2: 570 (1883)
- Torrubia formicivora Tul. & C. Tul., Select. fung. carpol. (Paris) 3: 18 (1865)
- Cordyceps formicivora J. Schröt., in Cohn, Krypt.-Fl. Schlesien (Breslau) 3.2(9): 276 (1894)
- Cordyceps unilateralis var. javanica  Höhn., Sber. Akad. Wiss. Wien, Math.-naturw. Kl., Abt. 1 118: 305 (1909)
- Hirsutella formicarum Petch, Trans. Br. mycol. Soc. 19(3): 183 (1935)

Ophiocordyceps unilateralis est un champignon entomopathogène parasitant les fourmis de la  tribu des Camponotini, découvert en 1859 par le naturaliste Alfred Russel Wallace. Présent en milieu forestier tropical, notamment sur les feuilles en décomposition, ce champignon ascomycète de la famille des Ophiocordycepitaceae infecte la fourmi en altérant ses schèmes de comportement, la pathogenèse complète l'incitant à quitter son nid de canopée et ses milieux de prospection habituels pour leur préférer le sol forestier, dont l'humidité et la température sont plus propices à la croissance fongique. Au bout de 4 à 10 jours, l'hôte gagne les hauteurs pour s'attacher à la nervure principale d'une feuille, en s'y agrafant par ses mandibules, jusqu'à sa mort, après la reproduction quand les fructifications du champignon sortent de la tête de la fourmi en la faisant éclater. Un stipe pousse hors de la fourmi pour ensuite libérer les spores, qui iront contaminer d'autres victimes. La prise de contrôle de la fourmi passe par une prolifération du champignon dans les muscles de l'insecte, mais le mécanisme précis du contrôle n'est pas encore compris,.
Ophiocordyceps unilateralis et les espèces apparentées sont connues pour s'engager dans un métabolisme secondaire actif, entre autres raisons, pour la production de substances actives en tant qu'agents antibactériens qui protègent l'écosystème hôte-champignon contre une nouvelle pathogenèse pendant la reproduction fongique. En raison de ce métabolisme secondaire, les chimistes des produits naturels s'intéressent à l'espèce, avec la découverte correspondante d'agents à petites molécules (par exemple de la famille des polycétides) présentant un intérêt potentiel pour une utilisation en tant qu'agents immunomodulateurs, anti-infectieux et anticancéreux humains.

## Taxinomie
Selon l'Index Fungorum (3 août 2017), le nom de l’espèce Ophiocordyceps unilateralis est un synonyme, le nom valide étant Cordyceps unilateralis (Tul.) Sacc., 1878.

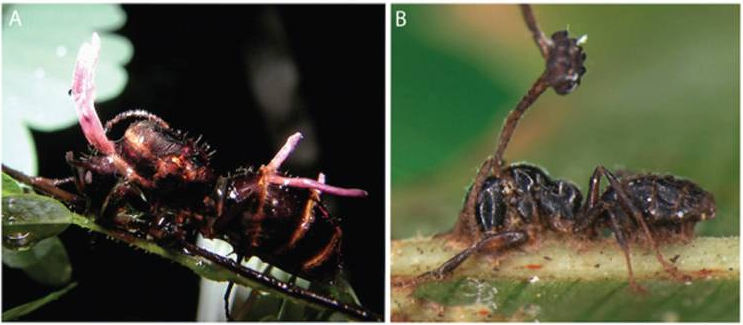
Camponotus infectées

## Culture populaire
- La forme de vie fongique parasitaire à base de silicium découverte dans Intraterrestres (9e épisode de la saison 2 de la série télévisée X-Files) est inspirée d’Ophiocordyceps unilateralis, autant pour son aspect que ses caractéristiques[3].
- Un champignon dérivé de l’Ophiocordyceps unilateralis est invoqué comme cause d'une maladie fictive ciblant les humains dans le film The Last Girl - Celle qui a tous les dons[5].
- Ophiocordyceps unilateralis est mentionné dans le sixième épisode de la série télévisée Legion[6] .
- Le film Ship of Theseus emploie l'infection des fourmis par Ophiocordyceps unilateralis pour faire réfléchir à l'idée du libre arbitre[7].
- Le scénario du jeu-vidéo The Last of Us et de la série homonyme s'inspirent librement du mécanisme d'infection par Ophiocordyceps unilateralis, en imaginant que des humains peuvent être infectés par un champignon[8].
- La trame du roman Empire des chimères (2018), d'Antoine Chainas, s'appuie sur l'interaction de ce champignon et les fourmis paponera[4].
- Les Pokémon Paras et Parasect sont directement inspirés de la relation parasitique de ce champignon avec les fourmis[9].